# Espresso House
Espresso House ist die größte Kaffeehauskette in den Nordischen Ländern. Das Unternehmen wurde 1996 von Elisabet und Charles Asker in Lund gegründet und hatte im Dezember 2022 506 Filialen in Schweden, Norwegen, Finnland, Dänemark und Deutschland.

## Geschichte
Ihr erstes Café gründeten Elisabet und Charles Asker in Göteborg unter dem Namen Café Java. Das erste Café mit dem Namen Espresso House wurde 1996 in Lund eröffnet. Im Jahr 2005 waren es bereits sechzehn Filialen, im März 2018 bestand die Kette aus 430 Kaffeehäusern. Sämtliche Backwaren werden zentral in einer eigenen Espresso-House-Bäckerei in Malmö produziert.

## Organisation
Bis September 2012 gehörte Espresso House zur britischen Private-Equity-Gesellschaft Palamon Capital Partners, die ebenfalls die 1997 in Stockholm gegründete Kette Coffee Cup erwarb und beide Marken in der Folge unter dem Namen Espresso House zusammenführte. Im September 2012 wurde die Kette von der norwegischen Private-Equity-Gesellschaft Herkules Capital erworben, die sie schließlich 2015 an die deutsche JAB Holding Company weiterverkaufte.
Die JAB Holding Company wandelte 2016 die 45 sich ebenfalls in ihrem Besitz befindlichen Filialen der dänischen Kette Baresso Coffee in Espresso-House-Filialen um.
2017 wurde die deutsche Kette Balzac Coffee Company übernommen.
Im Gegensatz zu anderen vergleichbaren Unternehmen wie Starbucks befanden sich bei Espresso House bis 2023 alle Filialen im Konzernbesitz. Im September 2023 eröffnete in Köln die erste über Franchising realisierte Filiale.

## Standorte
Mit Stand Februar 2022 gab es mehr als 487 Espresso-House-Filialen in fünf verschiedenen Ländern:
| Land        | Anzahl Filialen |
| ----------- | --------------- |
| Dänemark    | 71              |
| Finnland    | 67              |
| Norwegen    | 57              |
| Schweden    | 263             |
| Deutschland | 29              |